# エヴリシング・マスト・ゴー (スティーリー・ダンのアルバム)
『エヴリシング・マスト・ゴー』(Everything Must Go)は、スティーリー・ダンの9作目のスタジオ・アルバム。2003年にリプリーズ・レコードより発表された。

## 概要
このアルバムは評判はよかったものの、20年ぶりの新作ということで大歓迎された2000年の前作『トゥー・アゲインスト・ネイチャー』と比べると見劣りするという意見もある。
前作と比べてより一体化した感覚が特徴であり、バンドが一つの部屋で演奏しているような音により近づいていると形容される。ウォルター・ベッカーは、全曲でベースを演奏している。
アルバム・タイトルは「閉店売り尽くし」を意味しており、これがスティーリー・ダンとしてのラスト・アルバムのつもりなのではないかとも言われていたが（しかし本アルバム発表後もツアーなどは精力的に行っている）、2017年にベッカーが死去したため、結果的にフェイゲンとベッカーのデュオとしては最後のアルバムとなった。

## 収録曲
| 全作曲: Walter BeckerとDonald Fagen。 |                                                              |      |                             |                                        |      |
| #                                     | タイトル                                                     | 作詞 | 作曲・編曲                  | 注釈                                   | 時間 |
| 1.                                    | 「ラスト・モール」(The Last Mall)                            |      | Walter BeckerとDonald Fagen |                                        | 3:36 |
| 2.                                    | 「シングス・アイ・ミス・ザ・モスト」(Things I Miss the Most) |      | Walter BeckerとDonald Fagen |                                        | 3:59 |
| 3.                                    | 「ブルース・ビーチ」(Blues Beach)                            |      | Walter BeckerとDonald Fagen |                                        | 4:29 |
| 4.                                    | 「ゴッドワッカー」(Godwhacker)                               |      | Walter BeckerとDonald Fagen |                                        | 4:57 |
| 5.                                    | 「スラング・オブ・エイジズ」(Slang of Ages)                  |      | Walter BeckerとDonald Fagen | ウォルター・ベッカーがボーカルを担当。 | 4:15 |
| 6.                                    | 「グリーン・ブック」(Green Book)                             |      | Walter BeckerとDonald Fagen |                                        | 5:55 |
| 7.                                    | 「ピクセリーン」(Pixeleen)                                   |      | Walter BeckerとDonald Fagen |                                        | 4:01 |
| 8.                                    | 「ランチ・ウィズ・ジーナ」(Lunch With Gina)                  |      | Walter BeckerとDonald Fagen |                                        | 4:27 |
| 9.                                    | 「エヴリシング・マスト・ゴー」(Everything Must Go)           |      | Walter BeckerとDonald Fagen |                                        | 6:45 |

## レコーディング・メンバー

### スティーリー・ダン
- ドナルド・フェイゲン - オルガン、シンセサイザー、パーカッション、ピアノ、ボーカル、クラヴィネット、フェンダー・ローズ、ウーリッツァー・ピアノ
- ウォルター・ベッカー - ベース、ギター、パーカッション、エレクトリックギター、ボーカル

### スタジオ・ミュージシャン
- タワサ・エイジー - バックグラウンドボーカル
- テッド・ベーカー - ピアノ、フェンダー・ローズ、ウーリッツァー・ピアノ
- キース・カーロック - ドラムス
- ビル・チャーラップ - ピアノ、フェンダー・ローズ
- エイダ・ダイアー - バックグラウンドボーカル
- ゴードン・ゴットリーブ - パーカッション
- ジョン・へリントン（英語版） - ギター
- ケネス・ヒッチコック - クラリネット
- キャロライン・レオンハート - バックグラウンドボーカル
- マイケル・レオンハート - トランペット
- ヒュー・マクラッケン - ギター
- シンディ・ミゼル - バックグラウンドボーカル
- クリス・ポッター - テナーサクソフォーン
- ジム・ピュー - トロンボーン
- ロジャー・ローゼンバーグ - バリトンサクソフォーン
- キャサリン・ラッセル - バックグラウンドボーカル
- ウォルト・ワイスコフ - アルトサクソフォーン、テナーサクソフォーン
- ブレンダ・ホワイト＝キング - バックグラウンドボーカル

## 制作
- プロデューサー：ドナルド・フェイゲン、ウォルター・ベッカー
- エンジニア：ロジャー・ニコルズ、トム・ドハティ、デイヴ・ラッセル、エリオット・シャイナー